# Молон-хан
Молон-хан (1449—1466) — великий хан Монгольской империи (1465—1466), младший сын монгольского хана Тайсун-хана (Тохта-Буги) и Алтан, дочери Цэбдэна.

## Биография
В 1465 году после гибели в бою с тумэтским князем Махагургис-хана его семилетний младший брат Молон-тайджи был возведен на вакантный монгольский ханский престол под именем Молон-хана, но правил он недолго. Немалую роль в возведении Молон-хана на ханский престол сыграл влиятельный монгольский феодал Махулихай-ван, потомок Бельгутея (младшего брата Чингисхана). Вскоре южномонгольские князья Мункэ и Хатан-Буха (Хада-Буха), которые пытались добиться самостоятельности и ослабить централизованную ханскую власть в Монголии, стали уговаривать Молон-хана выступить в поход против Махулихай-вана. В 1466 году Молон-хан собрал войска и двинулся против Махулихай-вана, который тоже успел собрать свои силы. В бою с халхаским князем Махулихаем, Молон-хан и был убит.